# Љубомир Павловић
Љубомир Павловић (Смедерево, 4. децембар 1928) био је веслач, тренер веслања и веслачки судија.

## Биографија
Рођен је 4. децембра 1928. године у Смедереву.

## Каријера
Веслањем почиње да се бави почетком 1945. године.
Године 1946, на првенству Србије у Београду освајио је прво место у скифу и дубл-скулу. На републичком првенству 1947. године такође осваја прво место у скифу и дубл-скулу.
Веслачки савез Југославије је организовао курс за веслачке инструкторе 1948. године на који одлази и по повратку наставља са активним веслањем и тренирањем младих веслача.
Августа 1955. године, Павловић постаје тренер веслача и остаје до јесени 1969. године.
На крају сезоне 1969. године, Павловић подноси оставку и посвећује се судијском позиву. Био је члан управе судијског одбора при Веслачком савезу Србије (1963—1967).
Од 1984. године члан управе Веслачког клуба Смедерево као председник комисије архивску градњу и документацију.

## Награде и признања
- Диплома за освојено прво место у скифу (1945)
- Пехар за освојено прво место у дубл-скулу на првенству Србије (1946)
- Освојио је 28 медаља од тога 12 златних, 9 сребрних и 7 бронзаних које су освојене на првенствима Србије, Југославије и међународним регатама.
- Похвалницу за постигнуте резултате 1959. године.
- Кристалну вазу за друштвену активност (1961. и 1962)
- Спомен-плакета (1964).
- Сребрна медаља на јубиларној прослави (50 година) Веслачког савеза Југославије (1972)
- Златна плакета (1974)
- Златна значка на прослави 60 година веслачког клуба (1984)
- Диплома од веслачког клуба Смедерево за допринос популацији и развоју веслачког спорта у Смедереву (1997)
- Захвалница и плакета за немерљив допринос у досадашњем развоју клуба (1999. и 2004)
- Плакета за допринос развоју веслачког спорта (2006)
- Награда за животно дело и плакета за изузетан допринос у развоју спорта у 2007. години у општини Смедерево (2007)